# Saint-Ouen-en-Belin
Saint-Ouen-en-Belin là một xã trong tỉnh Sarthe ở tây bắc nước Pháp. Xã này nằm ở khu vực có độ cao từ 46-112 mét trên mực nước biển.